# Спортен комплекс „Панчарево“
Спортен комплекс „ЦСКА“ е спортен комплекс край София, предназначен за практикуване на футбол. Разположен е в местността „Детски град“, район Панчарево, Столична община.

## Описание
Спортен комплекс „Панчарево“ се състои от футболна база и стрелбищен комплекс с площ 97,422 m2. Намира се в югоизточната част на София, в полите на Витоша. Благодарение на локацията си в близост до планината, базата предлага много добри условия за спорт и възстановяване. На комплекса се готви детско-юношеската школа по футбол на ЦСКА, като тук тренира и играе някои от контролните си срещи и първия състав на ЦСКА. От това място са поели своя път много български футболисти като Христо Стоичков, Любослав Пенев, Димитър Бербатов, Мартин Петров, Стилиян Петров, Емил Костадинов, Иван Зафиров и други.

## История
Базата е построена през 60-те години на миналия век и функционира до началото на 2000-те години, преди да бъде изоставена до 2015 г. През април 2005 г. ЦСКА, който използва съоръжението, представя план за модернизация на стадион „Българска армия“, комплекс „Червено знаме“ и Спортен комплекс „Панчарево“. Планът предвижда пълното разрушаване на текущия стадион и създаването на нов модерен стадион с капацитет от 30,000 души за 100 милиона лева. Проектът трябва да бъде построен за 4 години, но никога не е стартира поради финансовите проблеми на клуба в миналото. Преди базата е разполагала и със стрелбищен комплекс, но днес се използва само за футбол. На 4 януари 2018 г. клубът официално подписва договор с Министерството на физическото възпитание и спорта за стадиона и тренировъчната база в Панчарево.

## Съоръжения
Днес комплексът разполага с три терена с естествена трева, които са построени през 2016 г., единият от които е с осветление. Базата разполага с напълно нова трибуна за зрителите, която е с капацитет от 1500 места, нови 30 бунгала за футболистите и персонала от първия състав, напълно обновени са и съблекалните, паркинга и общите части.

## Бъдеще
Спортен комплеекс „Панчарево“ е в процес на цялостна реконструкция, която се изпълнява от ръководството на ЦСКА в лицето на Гриша Ганчев и след нейното завършване ще има общо пет терена, както и най-модерните условия за възстановяване и подготовка на състезателите. Също така ще има закрито игрище с маломерни размери, фитнес център, СПА център за възстановяване и модерен медицински център с най-ново оборудване. Предвижда се и строеж на хотелска част с ресторант, която да приеме юношите на клуба, които идват от провинцията.